# Toray Pan Pacific Open 1988
Il Toray Pan Pacific Open 1988 è stato un torneo di tennis giocato sul sintetico indoor.
È stata la 13ª edizione del Toray Pan Pacific Open, che fa parte della categoria Tier III nell'ambito del WTA Tour 1988.
Si è giocato al Tokyo Metropolitan Gymnasium di Tokyo, in Giappone, dal 25 aprile al 1º maggio 1988.

## Campionesse

### Singolare
Pam Shriver ha battuto in finale  Helena Suková con il punteggio di 7–5, 6–1

### Doppio
Pam Shriver /  Helena Suková hanno battuto in finale  Gigi Fernández /  Robin White con il punteggio di 4–6, 6–2, 7–6